# Edna Grossman
Edna K. Grossman (* als Edna Kalka in Deutschland) ist eine US-amerikanische Kryptologin und Mathematikerin, die für IBM forschte.
Grossman studierte am Brooklyn College Mathematik und wurde 1972 bei Wilhelm Magnus an der New York University (Courant Institute) promoviert (The automorphism group of finitely generated free groups). Sie gehörte in den 1970er Jahren zu einem Team von Mathematikern im Thomas J. Watson Research Center, das sich mit Kryptographie beschäftigte (darunter Horst Feistel, Don Coppersmith, Roy Adler, Bryant Tuckerman und Alan Konheim). Aus der Arbeit entstand der Data Encryption Standard (DES) auf Basis der Lucifer Chiffre von Feistel.
Sie analysierte auch die Sicherheit des DES und verwandter Kryptosysteme und in einem Technischen Report für IBM von 1977 mit Bryant Tuckerman (Analysis of a Feistel-like cipher weakened by having no rotating key) entwickelten sie, was später in den 1990er Jahren als Slide Attack gegen Blockchiffren mit mehreren Runden bekannt wurde.
In den 1990er Jahren arbeitete sie bei IBM an Data Mining Anwendungen.

## Schriften
- mit Don Coppersmith Generators for Certain Alternating Groups with Applications to Cryptography, SIAM J. Appl. Math., Band 29,1975, S. 624–627